# Estats Shan
Els Estats Shan són 34 estats de l'Estat Shan de Myanmar, dirigits per prínceps (sawpwas o saofas) fins al 1959 i repúbliques federades des del 1959. Els estats Shan reben el nom de l'ètnia shan, poble que pertany al grup dels tais. Entre certs grups que s'identifiquen com a tai, el nom del regne de "Siam" (amb un significat ample i un xic mític) ha donat origen a altres versions del mateix nom com Shan o Assam.

## Història
Els shan van ser independents, però tributaris, de Birmània fins al 1886. Del 1886 al 1887 es van confederar i van resistir als britànics que finalment van imposar el protectorat. El 1922 es va constituir sota sobirania britànica una federació d'estats Shan que fou dotada amb una bandera nacional blava amb un tigre o drac groc al centre sobre set flames blanques. El 1946 van quedar integrats en una administració fronterera separada de Birmània i a la Conferència de Panglong l'11 de febrer de 1947 van decidir unir-se a Birmània amb dret d'autodeterminació al cap de deu anys. Negat aquest dret el 1957, els prínceps van abdicar en el govern electe (1959), i es va iniciar la rebel·lió nacional, que encara segueix. El principal exèrcit Shan, la Mong Tai Army, es va rendir el 1996.

## Llista d'estats
Els estats teòrics són actualment 34:
- Kengtung
- Hsipaw
- Hsenwi (Hsenwi del nord)
- Taupeng
- Mongmit
- Hsenwi del sud (Mongyai)
- Manglun
- Kokang
- Kehsi Mansam
- Mongkung
- Laikha
- Mongnawng
- Mongshu
- Mongnai
- Mongpan
- Mawkmai
- Mongpawn
- Hopong
- Namkhok
- Wanyin
- Hsatung
- Yawnghwe
- Mongpai
- Samkha
- Sakoi
- Hsamongkham
- Pwela
- Pindaya
- Yengnan
- Pinhmi
- Kyone
- Loilong
- Lawksawk
- Maw